# Omnicom Media Direction
 (août 2020).
Si vous disposez d'ouvrages ou d'articles de référence ou si vous connaissez des sites web de qualité traitant du thème abordé ici, merci de compléter l'article en donnant les références utiles à sa vérifiabilité et en les liant à la section « Notes et références ».
Omnicom Media Direction  est un groupe de communication américain créé en 1996 pour le marché international et alors basée en France dépendant d'Omnicom Group. Créé sous le nom Optimum Media Direction, c'était un regroupement des agences médias de BBDO, DDB et TBWA auxquelles s'est ajoutés le britannique PHD.
En 2002, le groupe implante une agence aux États-Unis.